# ناقلة جند مدرعة

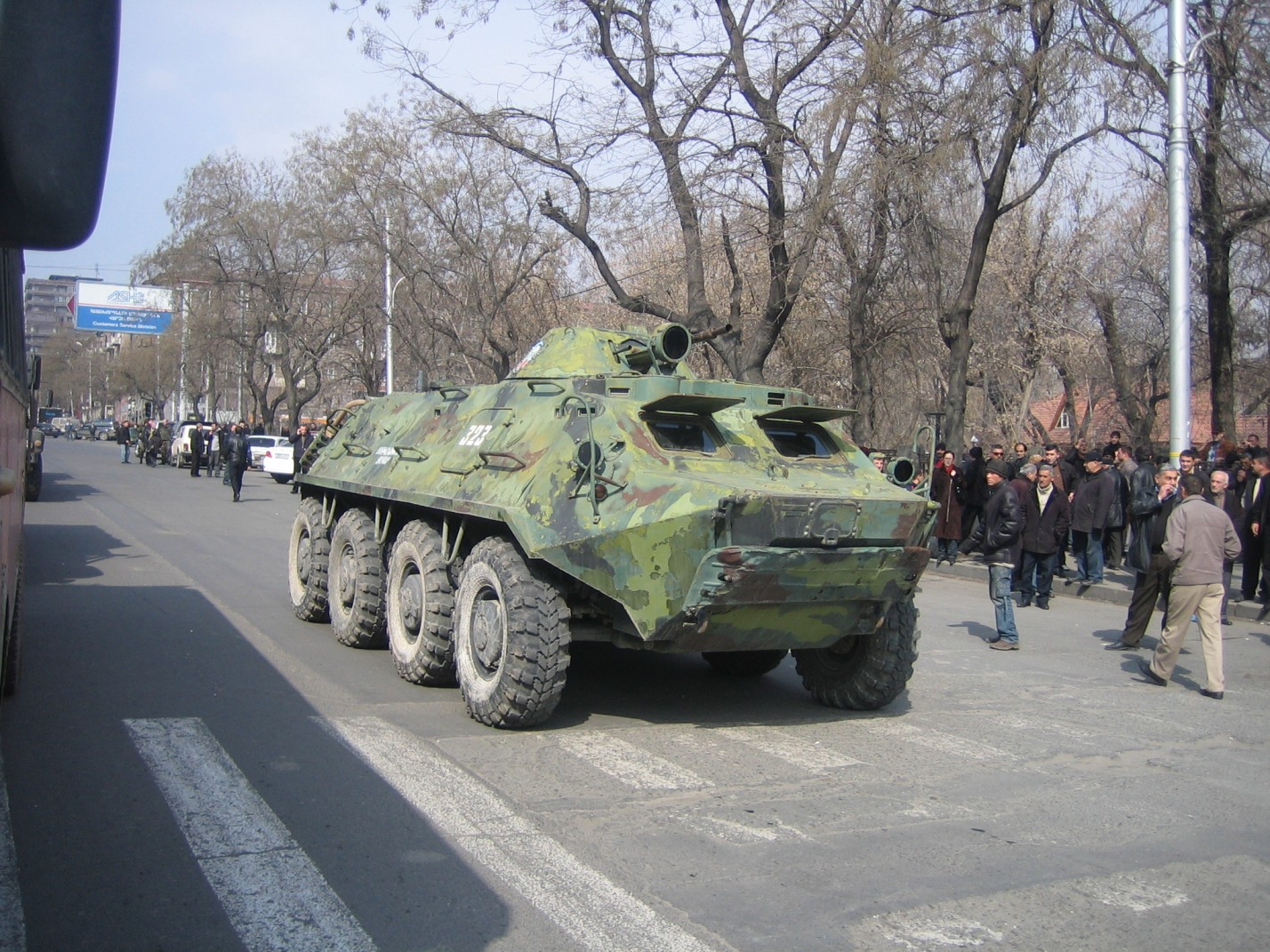
ناقلة الجند المدرعة بي تي أر-60 للجيش الأرمني

ناقلة جند مدرعة (بالإنجليزية: Armoured personnel carrier - APC) هي مركبة مدرعة مصممة لنقل جنود المشاة إلى ساحة المعركة، عادة ما تسلح ناقلات الجند المدرعة بالمدافع الرشاشة فقط بينما تسلح بعض الفئات بصواريخ موجهة مضادة للدروع أو مدافع هاون، وعلى عكس مركبات القتال المدرعة فإن ناقلات الجند غير مصممة للأشتباك المباشر مع النيران المعادية انما حماية ونقل الجنود إلى ميدان المعركة حيث يترجلون لتنفيذ المهام، وتوفر الناقلة المدرعة الحماية لراكبيها من شظايا المتفجرات والأعيرة النارية ومن الكمائن.
طبقًا لاتفاقية القوات المسلحة التقليدية في أوروبا فإن ناقلة الجند المدرعة هي: « مركبة قتالية مدرعة مصممة ومجهزة لنقل فرقة مشاة قتالية وتكون - كقاعدة عامة - مُسلحة بسلاح متكامل لأسلحة المشاه بحيث يكون عياره أقل من 20 مم. »
بالمقارنة مع مركبات المشاة القتالية (Infantry fighting vehicle - IFVs)، والتي تُستخدم أيضًا لنقل المشاة إلى المعركة، فإن ناقلات الجند المدرعة لديها تسليح أقل وليست مصممة لتوفير الدعم الناري المباشر في المعركة. تُعرف وحدات المشاة التي تسافر أو تتحرك في ناقلات الجند المدرعة باسم المشاة الآلية. تُميز بعض الجيوش أيضًا بين وحدات المشاة التي تستخدم ناقلات الجند المدرعة ووحدات المشاة التي تستخدم مركبات المشاة القتالية، وتعُرَف الأخيرة باسم المشاة المدرعة في مثل هذه الجيوش.
تنقسم ناقلات الجند المدرعة إلى ناقلات مدولبة وناقلات مجنزة، وبشكل عام فإن ناقلات الجند تتميز بخفتها وسرعة تحركها لخفة درعها مقارنة مع باقي الدروع، كما أن بعض ناقلات الجند لها قدرة على اجتياز الموانع المائية باعماق مختلفة.
في العُرف، لا يُقصد من ناقلات الجند المدرعة المشاركة في المعارك النيرانية المباشرة، ولكنها مسلحة للدفاع عن النفس ومدرعة لتوفير الحماية من الشظايا ونيران الأسلحة الخفيفة.

## ناقلات جند مدرعة
|  |  |  |
|  |  |  |
|  |  |  |
|  |  |  |